# Tales of Halloween
Tales of Halloween, conocida como Cuentos de Halloween en España y como Cuentos de Terror en Hispanoamérica, es una película de terror del año 2015. Está compuesta por diez segmentos realizados por diferentes directores.

## Trama
Un pequeño pueblo estadounidense durante la noche de Halloween se convierte en un caos: maldiciones, fantasmas, asesinos, monstruos y otras desgracias son solo algunas de las cosas que vive este pueblo durante esa noche y los confiados residentes deberán sobrevivir la noche, narrado mediante diez historias aterradoras que ocurren todas en la noche de Halloween y que están conectadas unas con otras, acompañadas ocasionalmente por el comentario de una DJ (Adrienne Barbeau).

### Sweet Tooth
Mikey (Daniel DiMaggio) es un niño que disfruta de comer dulces durante Halloween. Sus padres (Greg Grunberg y Clare Kramer, repitiendo sus roles del film Big Ass Spider!), lo dejan bajo cuidado de su niñera, Lizzy (Madison Iseman), quien invita a su novio Kyle a ver Night of the Living Dead. Kyle le cuenta la historia de "Sweet Tooth" o "Tim el Glotón" el espíritu vengativo de un niño que realizaba el truco o trato todos los años pero sus crueles padres nunca lo dejaban comer dulces y, al darse cuenta de que estos se comían todas sus golosinas, lleva a cabo un atroz acto en venganza. Ahora Kyle teme que Sweet Tooth venga por él, por lo que decide dejar un dulce para Sweet Tooth, a pesar de que Lizzy le dice que es solamente un cuento. Lizzy y Kyle se comen los dulces, tras lo cual son asesinados por Sweet Tooth, quien perdona a Mikey. En la historia "Bad Seed" se revela que Mikey fue detenido, creyéndolo culpable de los asesinatos.

### The Night Billy Raised Hell
Obligado por su hermana mayor y su novio, Billy intenta gastarle una broma a su vecino, el Sr. Abbadon (Barry Bostwick), Sin embargo, este lo descubre y lo lleva al interior de su casa pero, en lugar de castigarlo  decide, luego de revelarse como un demonio, enseñarle cómo hacer una "verdadera broma de halloween", lo que traerá infernales consecuencias para las demás personas. Se revela que Billy estuvo atado todo el tiempo y que el Sr. Abbadon estuvo acompañado por el demonio Mordecai caracterizado como él. Al volver, el Sr. Abbadon libera a Billy, quien posteriormente es disparado por la policía.

### Trick
Nelson (Trent Haaga), Maria (Tiffany Shepis), James (John F. Beach) y Caittlyn (Casey Ruggieri) están reunidos en la casa de Nelson, entregando dulces a los niños, mirando cine de terror y fumando marihuana. De repente, el grupo de amigos es brutalmente atacado sin causa aparente por un grupo de niños disfrazados, quedando Maria como la única sobreviviente. A través de unas imágenes de su teléfono, se revela que los cuatro amigos conformaban un grupo de psicópatas dedicados a secuestrar y torturar niños por diversión. Los niños logran  liberar a una niña mantenida prisionera, quien se venga de Caitlyn dándole un hachazo en la cabeza.

### The Weak and the Weaked
Alice (Grace Phipps) es la líder de un grupo de sádicos bravucones que torturan a los más débiles durante la noche de Halloween. Antes de que Alice pueda quemarle la planta de los pies a un muchacho disfrazado de vaquero con un cigarrillo, otro joven se presenta disfrazado de demonio y los abusadores comienzan a perseguirlo. Después de atraparlo y golpearlo, ven que el joven resulta ser Jimmy, una antigua víctima quien ha planeado una diabólica venganza en contra de Alice y su grupo en represalia por una atrocidad cometida tiempo atrás.

### Grin Grimming Ghosts
Lynn es una mujer que se asusta fácilmente, Durante una fiesta en Halloween, su madre (Lin Shaye) cuenta la historia del  fantasma de una joven abusada llamada Mary Balley. Mary tenía el rostro desfigurado y le sacaba los ojos a quien osara mirarla directamente. En el camino de regreso a casa el auto de Lynn sufre una avería y accidentalmente quiebra su teléfono celular, con lo que no puede llamar por ayuda y se ve obligada a regresar caminando. En el camino siente que una figura la está persiguiendo pero, habiendo escuchado la historia contada por su madre, se niega a darse vuelta. Logra llegar a su casa y, cuando se recuesta en el sillón, encuentra que Mary Belley está sentada detrás de ella.

### Ding Dong
Un año atrás, Bobbie (Pollyanna McIntosh) estaba afligida por no tener hijos. Su esposo Jack (Marc Senter), la compadece y en la noche de Halloween vistió al perro con un disfraz de Gretel, con el objetivo de animarla. Esto la altera y revela su verdadera forma: un demonio de piel colorada con múltiples brazos. En el presente, Jack está disfrazado de Hansel y ella como la bruja de Hansel y Gretel.  Más tarde, Jack confiesa que el se sometió a una vasectomía, ya que considera que ella es muy inestable para poder criar a un hijo. Bobbie vuelve a adoptar su forma diabólica, y arroja a Jack al horno, que ahora tiene aspecto infernal. Luego, ella se derrite y perece.

### This Means War
Boris (Dana Gould) es un hombre sencillo que disfruta de hacer un decorado tradicional durante la noche de Halloween. Cuando Dante (James Duval), un hombre nada cortés, aficionado al Heavy metal y al horror sangriento se muda, pone un decorado aterrador en su jardín, ambos hombres compiten por tener la mejor decoración, a la vez que intentan sabotear la del otro. Finalmente se enfrentan a puños delante del vecindario y ambos terminan muertos al quedar empalados en los restos de las arruinadas decoraciones.

### Friday The 31st
En una parodia a la saga Viernes 13, un asesino serial (Nick Principe) similar a Jason Voorhees, ha matado a una chicha sexy disfrazada de Dorothy (Amanda Moyer), después de haber asesinado a todos sus amigos. Sin embargo, se encuentra con un OVNI y con un extraterrestre quien le pide dulce o truco. El asesino mata al extraterrestre, pero sus restos se meten en la boca de la chica asesinada, poseyéndola. Ella y el asesino se enfrentan, ella armada con una motosierra y él con un gancho. Ambos terminan decapitándose mutuamente, tras lo cual el extraterrestre sale del cuerpo de la joven y regresa a la nave espacial, llevándose la cabeza del asesino como "dulce" de Halloween.

### The Ransom of Rusty Rex
En la noche de Halloween, dos ex-asaltantes de bancos planean dar el golpe de sus vidas, secuestrando  a Rusty Rex, el hijo del acaudalo dueño de una compañía y pedir un millonario rescate. Sin embargo, cuando contactan al padre para discutir los acuerdos del rescate, el padre de Rusty, Jedediah, se burla de los ladrones diciéndoles que "no saben en lo que se han metido" y agradece a los incautos delincuentes por haberlo "liberado", los secuestradores pronto descubren que el pequeño Rusty no es lo que parece y que han cometido el peor y quizás el último error de sus vidas.

### Bad Seed
Una serie de misteriosos y sangrientos asesinatos de niños y personas decapitadas durante Halloween, lleva a la detective McNally (Kristina Klebe) a una persecución por todo el pueblo y, con la ayuda del forense Bob, descubren la macabra identidad del atacante y una aterradora amenaza.

## Reparto
Wraparound:
- Adrienne Barbeau - DJ

Sweet Tooth:
- Cameron Easton - Timothy Blake
- Caroline Williams - Mrs. Blake
- Robert Rusler - Mr. Blake
- Clare Kramer - Lt. Brandt-Mathis
- Greg Grunberg - Alex Mathis
- Austin Falk - Kyle
- Madison Iseman - Lizzy
- Daniel DiMaggio - Mikey

The Night Billy Raised Hell:
- Barry Bostwick - Sr. Abbadon
- Marcus Eckert - Billy
- Christophe Zajak-Denek - Mordekai/Little Devil
- Ben Stillwell - Todd
- Natalis Castillo - Britney
- Adam Pascal - Dentista
- Adrianne Curry - Ella misma
- Rafael Jordan - Alien

Trick:
- John F. Beach - James.
- Tiffany Shepis - Maria
- Casey Ruggieri - Catilyn
- Trent Haaga - Nelson
- Marnie McKendry - Princesa
- Rebekah McKendry - Madre
- Mia Page - Niña/Bruja
- Clayton Keller - Niño/Alien
- Sage Stewart - Niña/Demonio

The Weak and the Weaked
- Keir Gilchrist - Jimmy Henson
- Grace Phipps - Alice
- Booboo Stewart - Isaac
- Noah Segan - Bart
- Jack Dylan Grazer - Joven Jimmy Henson
- Katie Silverman - Joven Alice
- Matt Merchant - Demonio

Grin Grimming Ghosts
- Alex Essoe - Lynn/Mujer Victoriana
- Lin Shaye - Madre de Lynn/Pirata
- Liesel Hanson - Mary Bailey
- Barbara Crampton - Bruja
- Lisa Marie - Viuda Victoriana
- Mick Garris - Erik/El Fantasma de la Opera
- Stewart Gordon - Sherlock Holmes
- Anubis - Baby

Ding Dong
- Mark Senter - Jack
- Pollyanna McIntosh - Bobbie
- Lily Von Woodenshoe - Gretel
- Vanessa Menendez - Madre de Niño perdido
- Lucas Armandaris - Niño perdido
- Daniel DiMaggio - Mikey
- Mia Page - Girl/Bruja
- Sage Stewart - Niña/Demonio
- Ben Woolf - Rusty Rex
- Aidan Gail - Niño/Bombero
- Mo Meinhart - Bruja
- Gavin Keathley - Niño/Jake Gyllenhaal
- Felissa Rose - Familiar

This Means War
- Dana Gould - Boris
- James Duval - Dante
- Elissa Dowling - Velma
- Graham Denman - Ziggy
- Thomas Blake Jr. - Axl
- Sean Clark - Tytan
- Johua Lou Friedman - Butch
- Jennifer Wenger - Vicki
- Michael Monterastelli - Goober
- Graham Skipper - Polícia/Hellman
- Adam Green - Polícia/Carlo
- Lombardo Boyar - Vecino jugador
- Cody Goodfellow - Vecino borracho
- Frank Blocker - Judge Moustache
- Andy Merrill - Vecino
- Frank Dietz - Vecino
- Noel Jason Scott - Nosferatu
- Shaked Berenson - Detective/Luchador enmascarado

Friday The 31st
- Amanda Moyer - Dorothy
- Jennifer Wenger - Dorothy poseída
- Nick Principe - Asesino

The Ransom of Rusty Rex
- John Landis - Jedediah Rex
- Ben Woolf - Rusty Rex
- Jose Pablo Cantillo - Dutch
- Sam Witwer - Hank

Bad Seed
- Kristina Klebe - Detective McNally
- Pat Healy - Forense Bob
- Greg McLean - Ray Bishop
- Cerina Vincent - Ellen Bishop
- John Savage - Capitán J.G. Zimmerman
- Dana Renee Ashmore - Coroner #1
- Dylan Struzan - Coroner #1
- Drew Struzan - Rembrandt
- Nicole Laino - Cheryl
- Aidan Gail - Kevin
- Graham Skipper - Oficial/Hellman
- Adam Green - Oficial/Carlo
- Monette Moio - Chica Porrista
- Noah Nevin - Novio de la Porrista
- Joe Dante - Dr. Milo Gottleib
- Alexandra Fritz - Pirata

## Lanzamiento
La película tuvo una premier en el Fantasia International Film Festival en Montreal el 24 de julio de 2015. Fue seleccionada como el "opening-night film" del Wizard World Chicago y en el London FrightFest Festival tuvo su Premier Europea donde cerró el evento anual el 31 de agosto de 2015. La película tuvo un lanzamiento limitado en cines y video bajo demanda el 16 de octubre de 2015.

## Recepción
La respuesta de la crítica con Tales of Halloween fue en su mayoría positiva. El film tiene un promedio del 79% de comentarios "frescos" en el sitio web Rotten Tomatoes.